# Mars orbit rendezvous

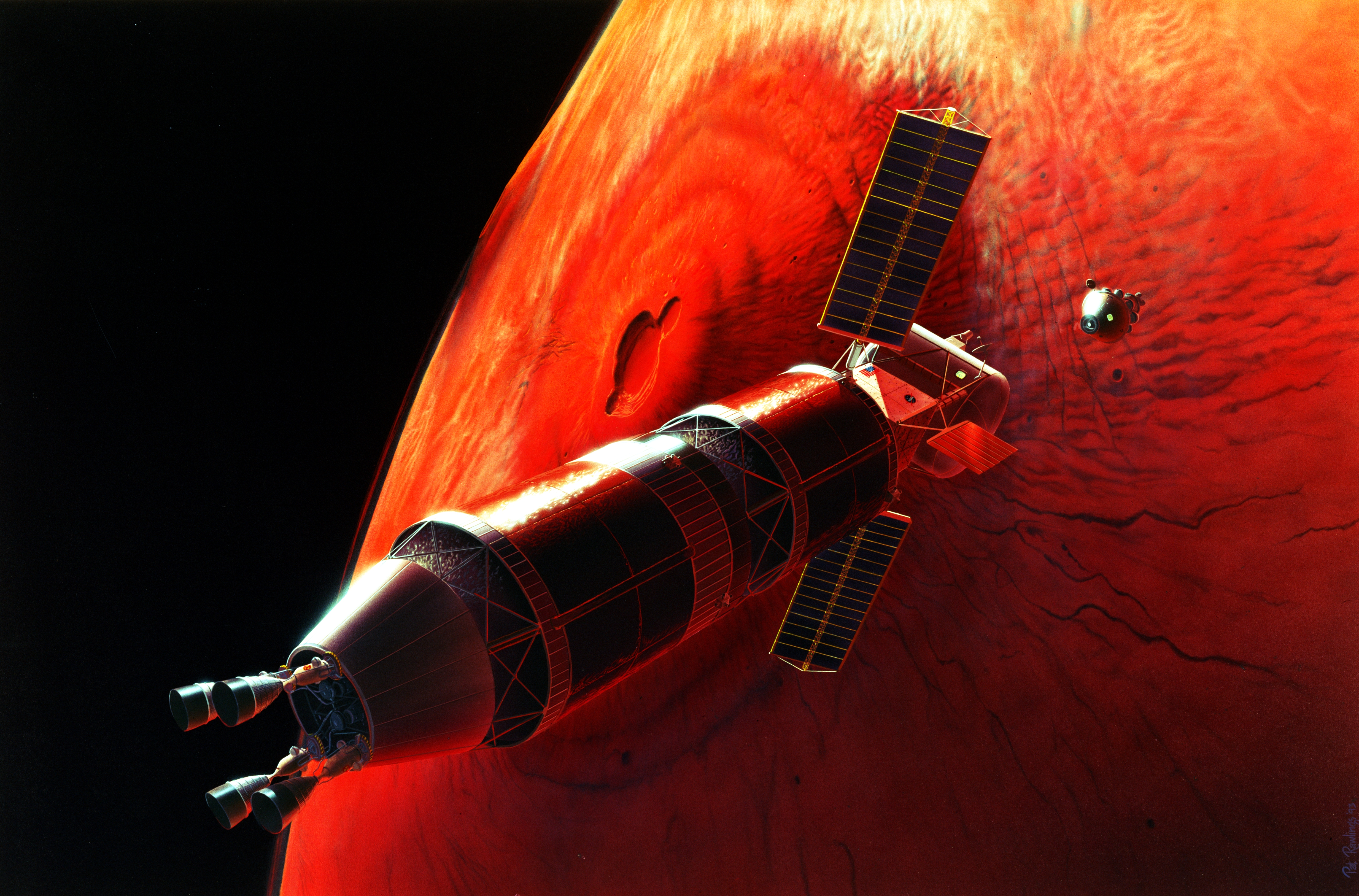
Visión artística del encuentro de dos naves en la órbita de Marte.

Mars orbit rendezvous (MOR) es un proyecto de viaje espacial en el que dos naves espaciales se encuentran y/o atracan en una órbita de Marte. Por ejemplo, un vehículo despega de Marte, como una etapa de ascenso marciana, y tiene un encuentro en la órbita de Marte con otra nave espacial. Tiene aplicación para llevar muestras del planeta o tripulantes de una misión a Marte a la otra nave, de esta forma se evita que se envíe menor peso a la superficie y para después volver de nuevo a la órbita, esto supone un ahorro en combustible para regresar a la Tierra ya que no se utiliza para aterrizar en el planeta. También se ha previsto para recuperar muestras tomadas de Marte por naves espaciales no tripulados.